# Alice Geer Kelsey
Pour les articles homonymes, voir Kelsey.
Alice Geer Kelsey, née le 21 septembre 1896 à Danvers, Massachusetts, et morte le 27 septembre 1982 à Ithaca, New York, est une auteure américaine de livres pour enfants. En 1943, elle publie Once the Hodja, recueil de contes folkloriques turcs illustré par Frank Dobias.

## Biographie
Née à Danvers, Massachusetts, en 1896, Alice Geer Kelsey grandit à Lewiston au Maine et à West Hartford au Connecticut. Diplômée en histoire au Mount Holyoke College en 1918, elle épouse Lincoln David Kelsey en 1919, adoptant alors son nom.
Peu après, elle quitte les États-Unis pour le Moyen-Orient où elle participe à l'aide humanitaire aux victimes de la Première Guerre mondiale. C'est auprès des orphelins de Merzifoun, en Turquie, qu'elle collecte les histoires qu'elle inclut par la suite à son recueil Once the Hodja.